# Constant Lambert

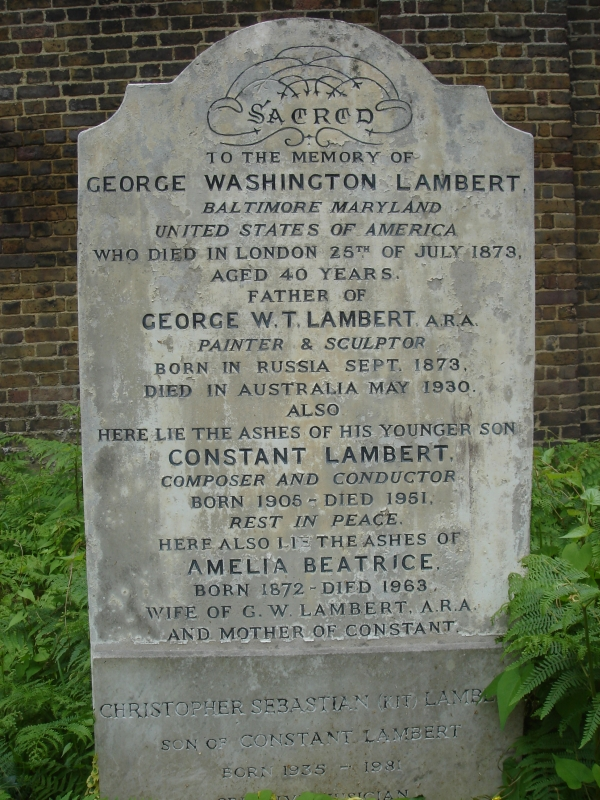
Gravsten på Brompton Cemetery, London.

Constant Leonard Lambert, född 23 augusti 1905 i London, död 21 augusti 1951 i London, var en brittisk dirigent och tonsättare.
Lambert studerade vid Royal College of Music för Ralph Vaughan Williams. Redan vid 13 års ålder komponerade han orkesterverk och 1925 uppfördes hans balett Romeo and Juliet av Ballets Russes och Sergej Djagilev. Han blev väldigt känd för den jazzinfluerade kantaten The Rio Grande. 1931 var han med och grundade Vic-Wells Ballet, vars konstnärliga ledare och chefsdirigent han var till 1947. Efter misslyckandet med verket Summer's Last Will and Testament ägnade han sig framför allt åt dirigering. Han gjorde inspelningar för BBC och turnerade med Vic-Wells-baletten. Lambert som också skrev filmmusik syns i propagandafilmen Battle for Music 1943. 

## Verk

### Kompositioner
- Romeo and Juliet, balett, 1925
- Music for orchestra, 1927
- The Rio Grande, kantat, 1927
- Pomona, balett, 1927
- Piano Sonata, 1929
- Concerto for Piano and nine Players, 1930-31
- Summer's Last Will and Testament, 1932-35
- Horoscope, balett och svit, 1937
- Merchant Seamen, filmmusik, 1941
- Aubade héroique, 1942
- Anna Karenina, filmmusik, 1947
- Tiresias, balett, 1950